# Klejek czerwonawy

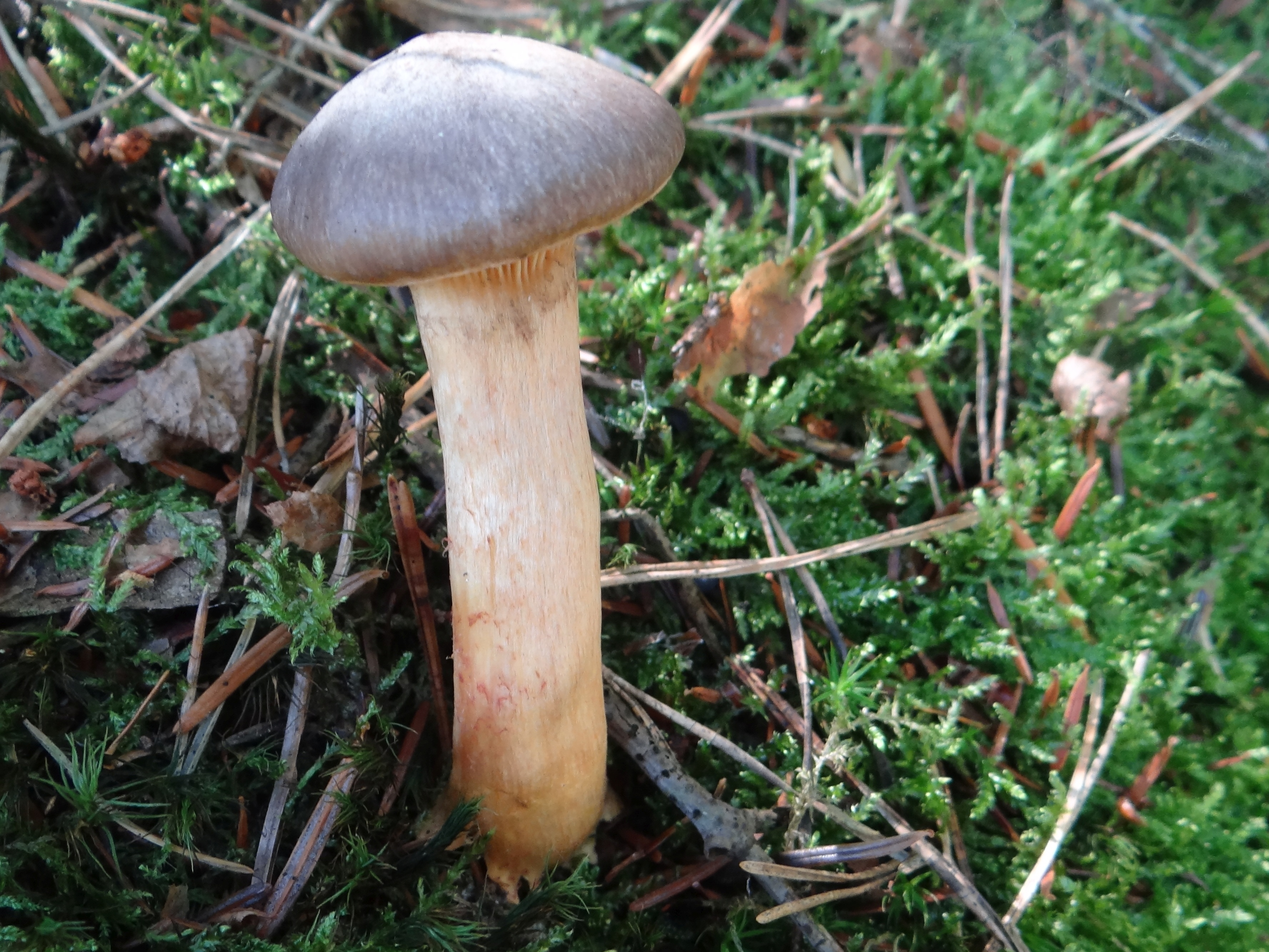

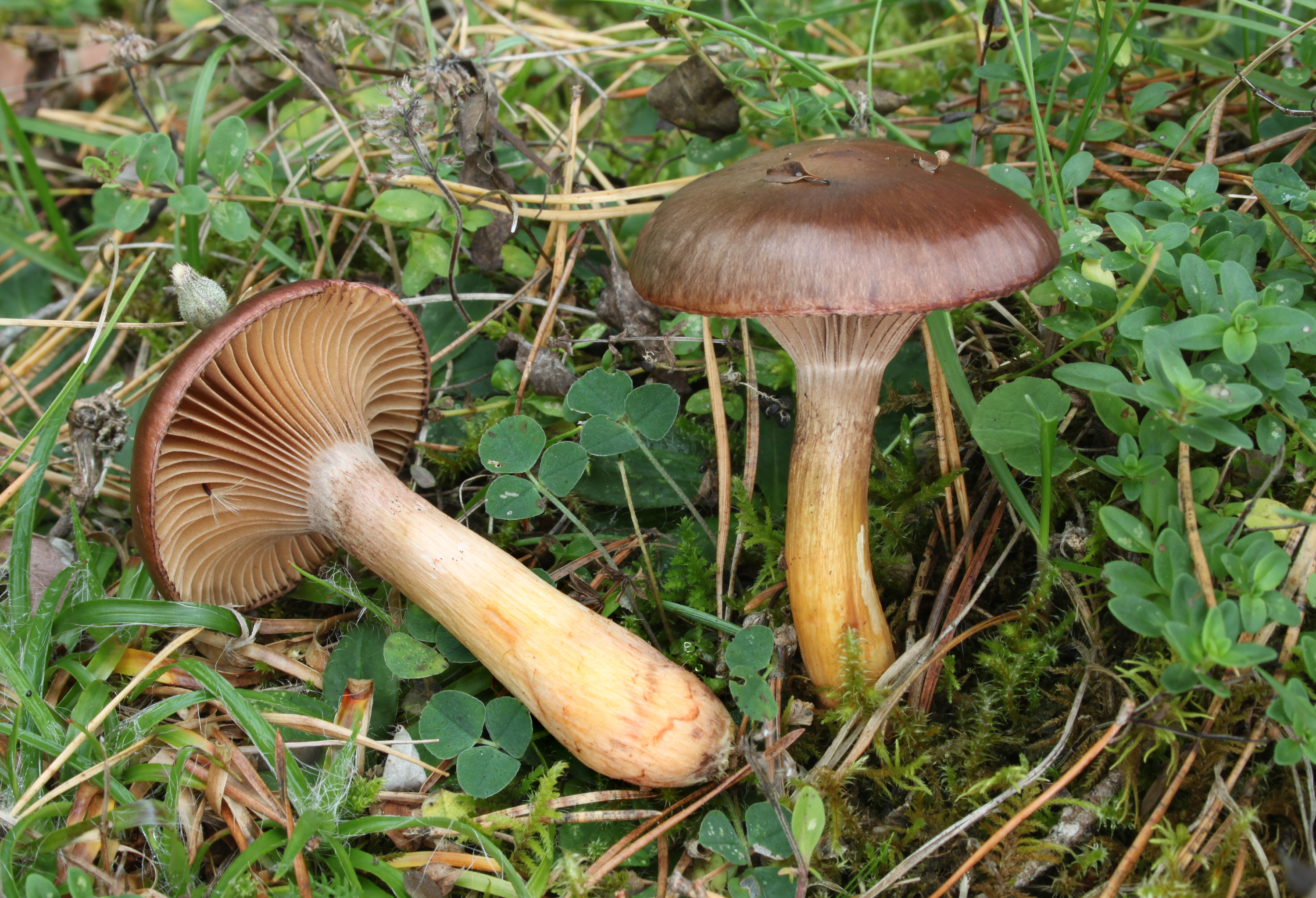

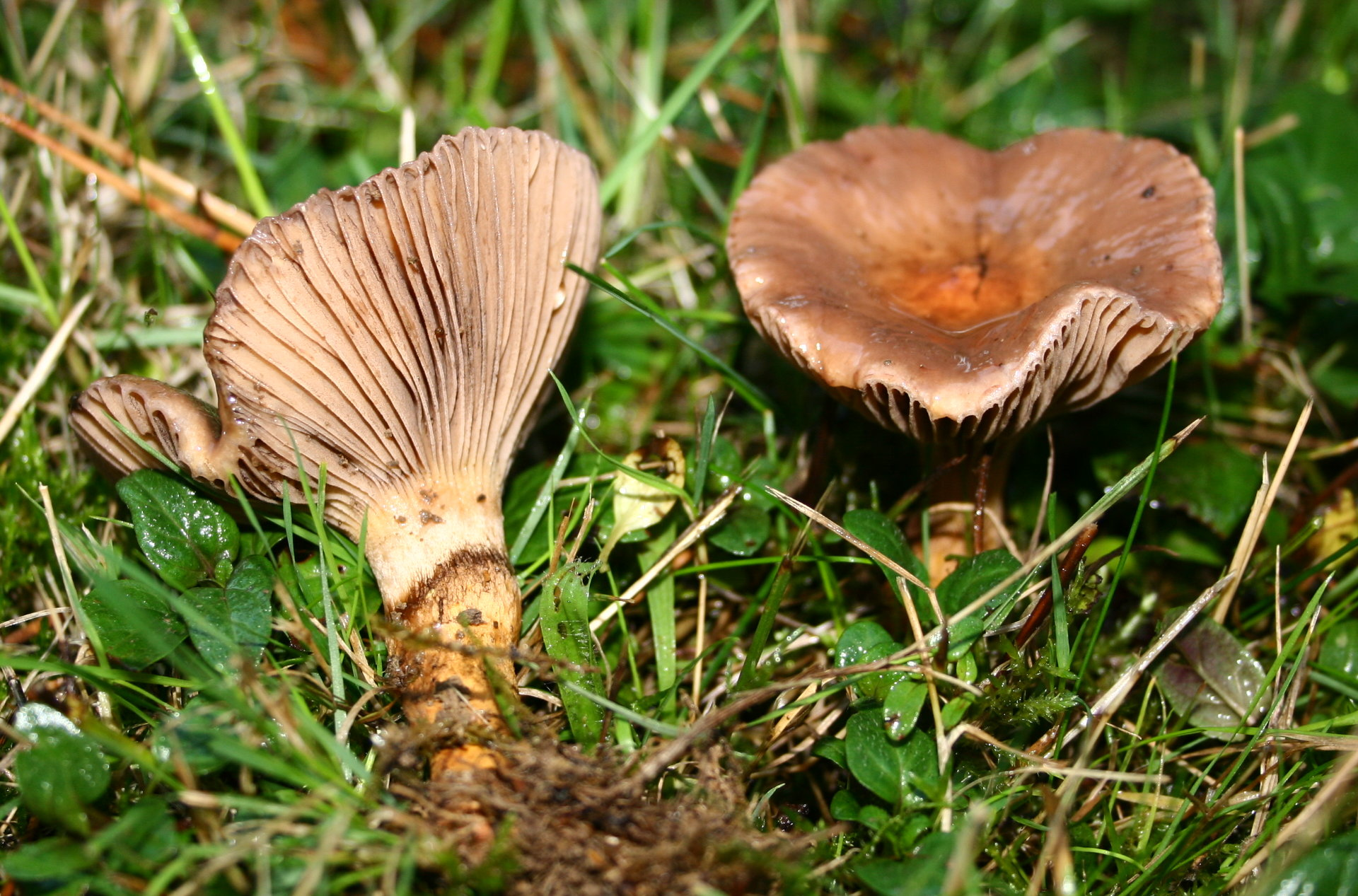

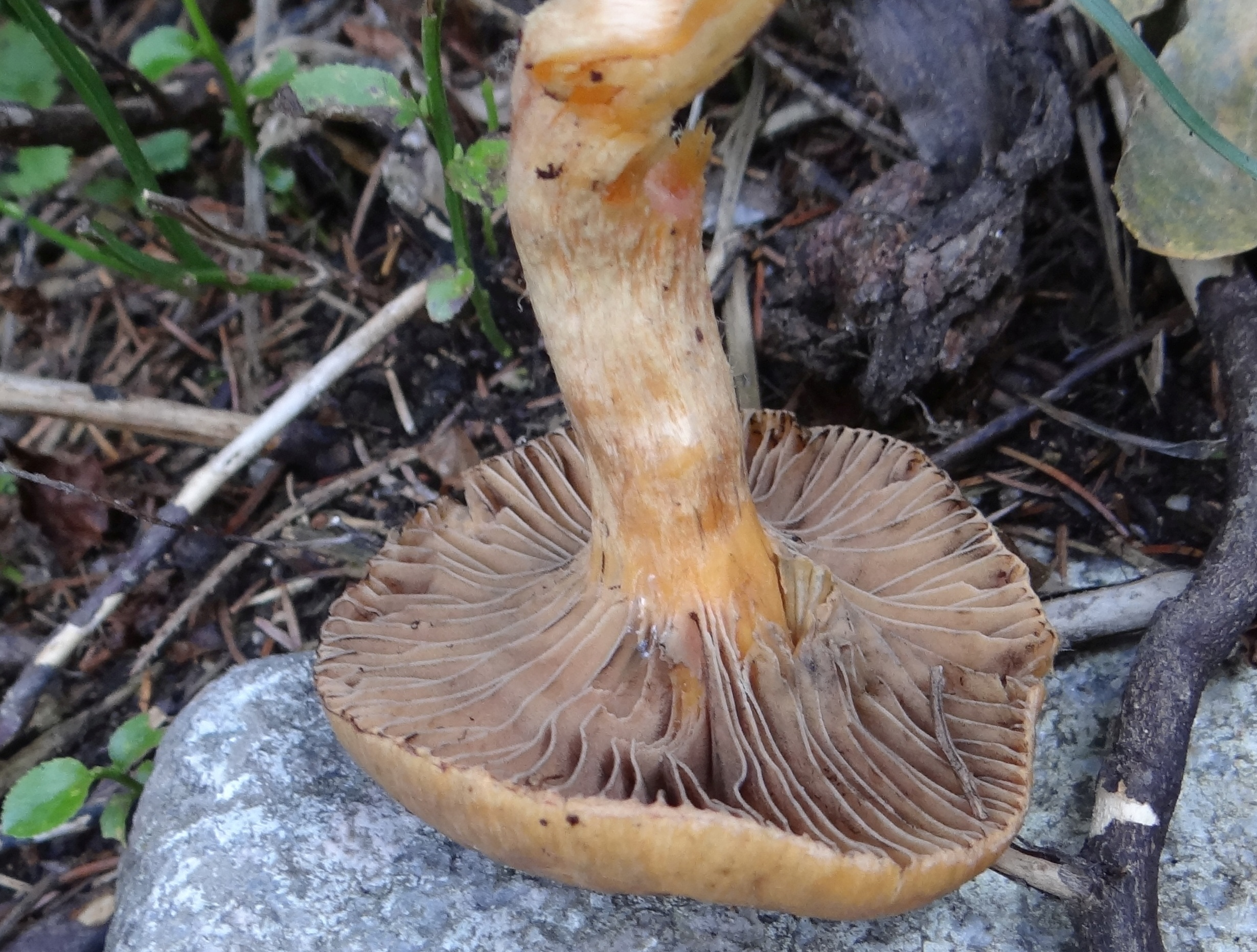

Klejek czerwonawy (Chroogomphus rutilus (Schaeff.) O.K. Mill.) – gatunek grzybów z rodziny klejówkowatych (Gomphidiaceae).

## Systematyka i nazewnictwo
Pozycja w klasyfikacji według Index Fungorum: Chroogomphus, Gomphidiaceae, Boletales, Agaricomycetidae, Agaricomycetes, Agaricomycotina, Basidiomycota, Fungi.
Po raz pierwszy takson ten zdiagnozował w 1774 r. Schaeffer nadając mu nazwę Agaricus rutilus. Obecną, uznaną przez Index Fungorum nazwę nadał mu w 1964 r. Miller, przenosząc go do rodzaju Chroogomphus.
Niektóre synonimy:

- Agaricus gomphus Pers. 1800
- Agaricus rufescens J.F. Gmel. 1792
- Agaricus rutilus Schaeff. 1774
- Chroogomphus britannicus A.Z.M. Khan & Hora 1978
- Chroogomphus corallinus O.K. Mill. & Watling 1970
- Chroogomphus helveticus subsp. tatrensis (Pilát) Kuthan & Singer 1976
- Chroogomphus rutilus subsp. alabamensis (Singer) Singer 1990
- Chroogomphus rutilus subsp. michoacanensis Singer & Kuthan 1976
- Chroogomphus rutilus (Schaeff.) O.K. Mill. 1964 (subsp. rutilus
- Chroogomphus rutilus (Schaeff.) O.K. Mill. 1964 var. rutilus
- Chroogomphus rutilus var. tatrensis (Pilát) Bon & Courtec. 1987
- Chroogomphus testaceus (Fr.) Příhoda 1987
- Cortinarius rutilus (Schaeff.) Gray [jako Cortinaria rutila] 1821
- Gomphidius corralinus (O.K. Mill. & Watling) Kotl. & Pouzar 1974
- Gomphidius rutilus (Schaeff.) S. Lundell 1937
- Gomphidius rutilus f. testaceus (Fr.) Pilát & Dermek 1974
- Gomphidius rutilus subsp. alabamensis Singer 1946
- Gomphidius testaceus (Fr.) Mussat 1901
- Gomphidius viscidus var. tatrensis Pilát 1926
- Gomphus viscidus sensu auct. 2005

Nazwę polską zaproponował Władysław Wojewoda w 2003 r. W polskim piśmiennictwie mykologicznym gatunek ten opisywany był też pod nazwami: klejek lepki, bedłka lepak, klejówka mała, czop jemiołak, klejówka lepka.

## Morfologia
Kapelusz
Średnica 4–15 cm. Za młodu wypukły z podwiniętym brzegiem, miedzianobrązowy, później trochę wyblakły; stary spłaszczony; wilgotny – silnie śluzowaty, suchy – gładki i błyszczący; bardzo gruby i mięsisty. Młode owocniki otoczone pajęczynowatą osłoną.
Blaszki
Najpierw miedzianoszare, po dojrzeniu ciemnopurpurowo-brązowe; bardzo grube i rzadkie; często rozwidlone i daleko zbiegające na trzon.
Trzon
Długi i wysmukły, mięsisty, miedzianopomarańczowy do żółtobrązowawego, z delikatnym, zygzakowatym wzorkiem z ochrowej osłony, w stanie suchym czasem ze zgrubiałą strefą pierścieniową.
Miąższ
Pomarańczowożółty, po naciśnięciu po pewnym czasie przebarwiony karminowo. W podstawie trzonu chromowożółty; bez zapachu i o łagodnym smaku.
Wysyp zarodników
Oliwkowoczarny. Zarodniki wydłużone, elipsoidalno-wrzecionowate, gładkie, brązowożółte, o średnicy 17–23 × 5,5–7 µm.

## Występowanie i siedlisko
Jest szeroko rozprzestrzeniony w Ameryce Północnej i Europie, podano jego stanowiska także w Korei i Japonii. W Polsce jest pospolity.
Rośnie w lasach iglastych i mieszanych, na ziemi, pod jodłą pospolitą, sosną zwyczajną i kosodrzewiną. Owocniki pojawiają się od lipca do listopada.

## Znaczenie
Grzyb mikoryzowy. Jest grzybem jadalnym średniej jakości. Nie powinien jednak być zbierany przez niezbyt doświadczonych grzybiarzy, istnieje bowiem możliwość pomylenia go z podobnymi, ale silnie trującymi gatunkami, np. zasłonak rudawy (Cortinarius rubellus) czy zasłonakiem rudym (Cortinarius orellanus).

## Gatunki podobne
Klejek alpejski (Chroogomphus helveticus), który ma filcowaty kapelusz. Jadalny.